# 石异腺草
石异腺草（学名：Anisadenia saxatilis）为亚麻科异腺草属下的一个种。

## 扩展阅读
- 維基物種上的相關：石异腺草